# Иваново-Родионовский
Иваново-Родионовский — посёлок в Промышленновском районе Кемеровской области. Входит в состав Пушкинского сельского поселения.

## География
Центральная часть населённого пункта расположена на высоте 203 метров над уровнем моря.

## Население
По данным Всероссийской переписи населения 2010 года, в посёлке Иваново-Родионовский проживает 319 человек (157 мужчин, 162 женщины).